# Craig Ruddy

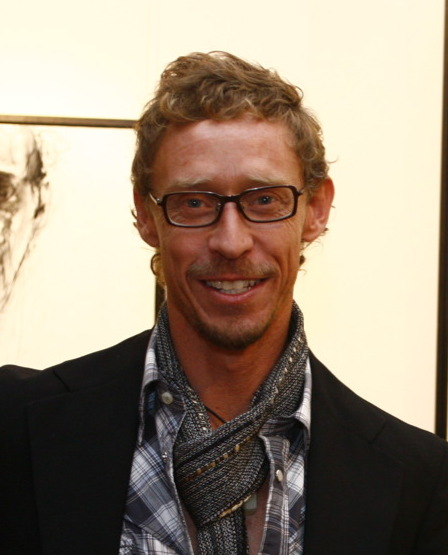
Craig Ruddy (2007)

Craig Ruddy (* 8. August 1968 in Forestville, New South Wales; † 4. Januar 2022 in Byron Bay, New South Wales) war ein australischer Maler.

## Leben und Werk
Craig Ruddy schloss sein Studium 1988 mit Diplomen in Innenarchitektur, Grafikdesign und Modeillustration ab. 2002 wandte er sich hauptberuflich der Malerei zu. Er lebte und arbeitete 2005 in Barcelona, 2008 in Buenos Aires, 2009 in Rio de Janeiro, 2010 in Sydney, 2012 in Byron Bay, 2013 in Lima und in Buenos Aires, 2015 zwischen Buenos Aires und Byron Bay und ab 2016 in Byron Bay.
Craig Ruddy ist bekannt für seine Porträts, die oft in abstrahierte Landschaften eingeflochten sind. Zu seinen Themen gehören die australischen Ureinwohner und ihre Kultur. Für seine Gemälde benutzte er oft gemischte Medien wie Ölfarbe, Kohle, Bleistift, Lack und gelegentlich Glas, die er in Schichten auftrug und so eine Illusion von Transparenz erzeugte.
2004 gewann Ruddy den Archibald Prize mit seinem two worlds betitelten Porträt von David Gulpilil. Ein Mitbewerber für den Preis, der Künstler Tony Johansen, ging gegen die Preisverleihung der Art Gallery of New South Wales für dieses Porträt gerichtlich vor, weil er der Ansicht war, dass es sich bei Ruddys Werk um eine Zeichnung und nicht um ein Gemälde handele, da er überwiegend Holzkohle als Malmedium verwendet habe und es gemäß der Statuten für den Preis so nicht für die Auszeichnung in Frage komme. Im Juni 2006 wies der Oberste Gerichtshof von New South Wales, der Supreme Court, die Klage von Johansen ab. Im August 2006 verkaufte Ruddy das Gemälde über das Auktionshaus Sotheby’s in Sydney für 312,000 A$ an einen privaten Sammler.
Der Künstler war erneut Finalist beim Archibald Prize in den Jahren 2006 (mit einem Diptychon betitelt Self-portrait), 2010 (mit The Prince of Darkness, einem Porträt von Warwick Thornton), 2011 (mit einem Porträt von Cathy Freeman) und 2020 (mit Dark Emu, einem Porträt von Bruce Pascoe).
Ruddy zeigte seine Arbeiten in Einzel- und Gruppenausstellungen, darunter in London, Melbourne und Sydney. Das Porträt von Warwick Thornton befindet sich in der Sammlung der Home Of The Arts Gallery (HOTA Gallery) in Gold Coast, Queensland, andere Arbeiten Ruddys sind Teil von privaten Sammlungen.
Craig Ruddy starb Anfang Januar 2022 im Alter von 53 Jahren an den Folgen einer Erkrankung an COVID-19.